# Bowkeria
Die Bowkeria ist eine Pflanzengattung, die der Familie der Stilbaceae zugerechnet wird. Die etwa drei Arten kommen in Lesotho, Eswatini und Südafrika vor.

## Beschreibung

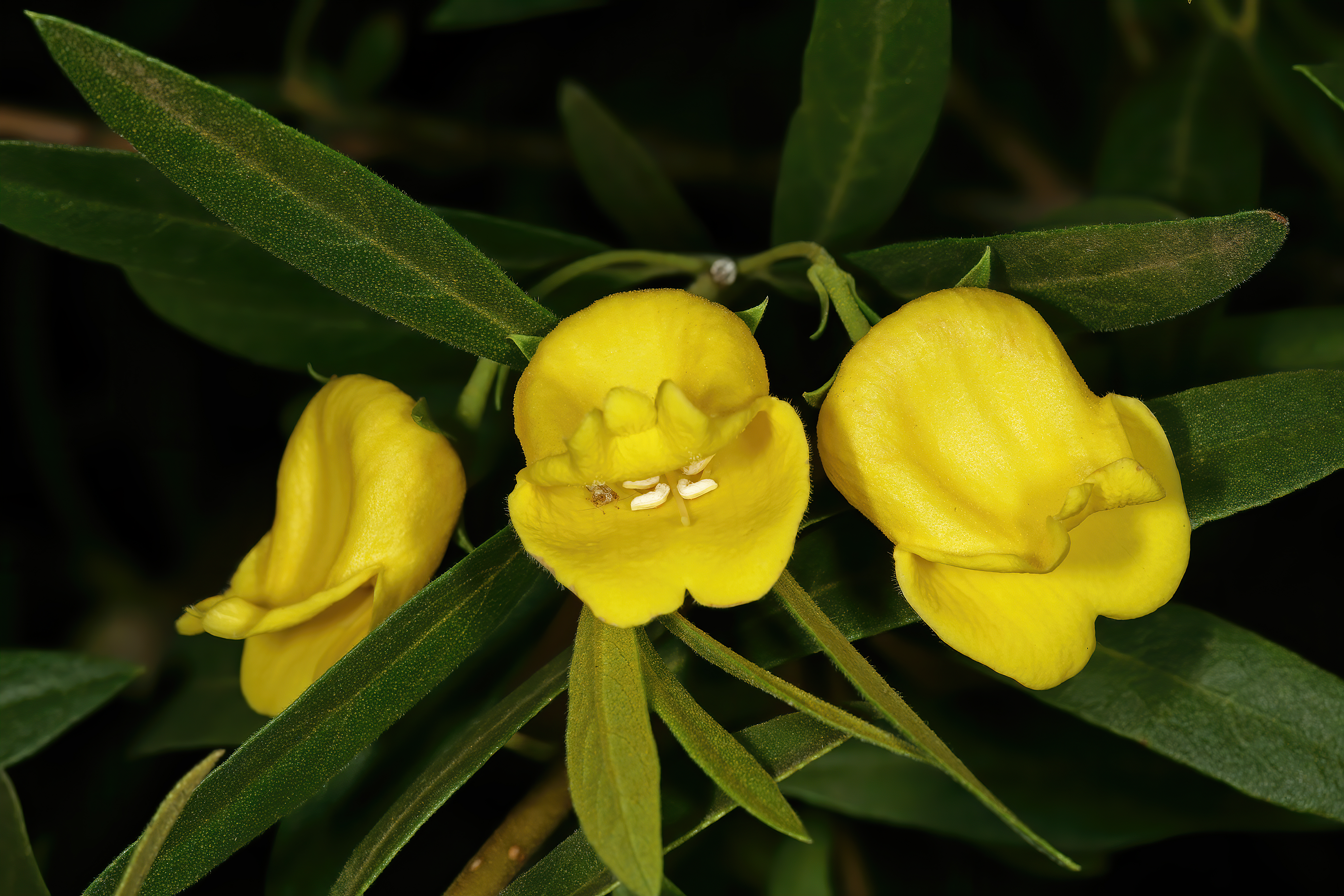
Blüten von Bowkeria citrina

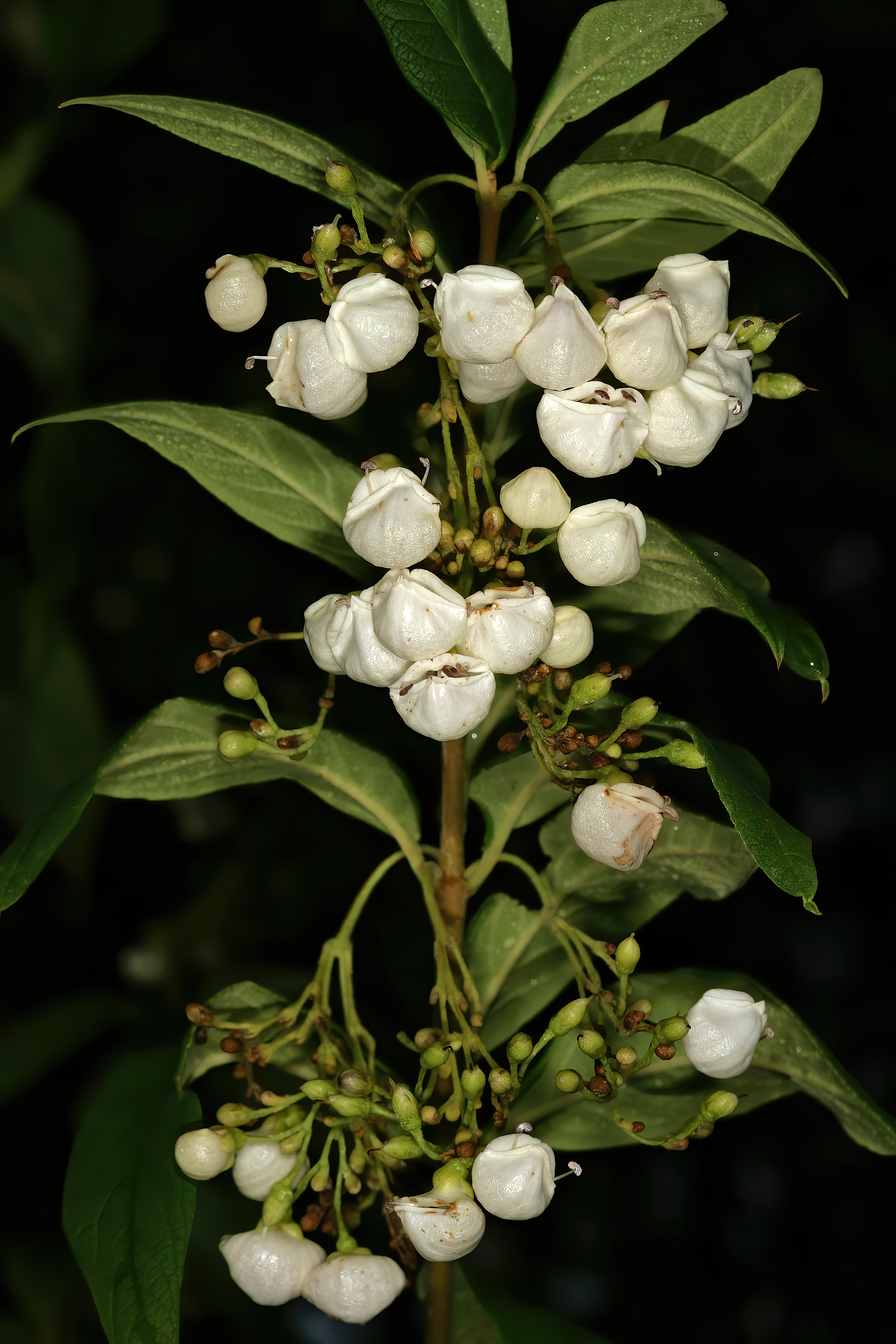
Zweig mit Laubblättern und Blüten von Bowkeria cymosa

### Vegetative Merkmale
Bowkeria sind vielverzweigte Sträucher oder kleine Bäume. Die oberirdischen Pflanzenteile sind feindrüsig bis filzig behaart. Die Stämme wachsen aufrecht und sind gerundet.
Die gegenständig oder meist zu dritt in Wirteln an den Zweigen angeordneten Laubblätter können sitzend oder gestielt sein. Die lederigen, einfachen Blattspreiten sind lanzettlich, elliptisch oder eiförmig mit zugespitzten oberen Enden. Der Blattrand ist nahezu ganzrandig bis gekerbt oder gesägt.

### Generative Merkmale
Es sind deutliche Blütenstiele vorhanden. Die zwittrigen Blüten sind zygomorph und fünfzählig mit doppelter Blütenhülle. Die fünf Kelchblätter sind glockenförmig verwachsen und der Kelch endet mit fünf nahezu gleich großen Kelchzipfeln, der achszugewandte Kelchzipfel ist am breitesten. Die fünf Kronblätter sind zu einer Kronröhre verwachsen, die an ihrer Basis kurz zylindrisch und darüber breit glockenförmig ist. Die weiße oder gelbe Krone besitzt einen zweilippigen Kronsaum. Die vier Staubblätter stehen nicht über die Krone hinaus, gelegentlich sind Staubblätter zu Staminodien verkümmert. Der oberständige, zwei- oder dreikammerige Fruchtknoten ist zylindrisch oder konisch. Die Narbe ist keulenförmig.

## Systematik und Verbreitung
Die Gattung Bowkeria wurde 1859 durch William Henry Harvey in Thesaurus Capensis, 1, S. 24 aufgestellt. Der Gattungsname Bowkeria ehrt den südafrikanischen Naturforscher James Henry Bowker (1822–1900) und seine Schwester Mary Elizabeth Barber, geb. Bowker (1818–1899). Diese Botanikerin and Entomologin schickte auch viel Herbarmaterial von Südafrika nach Dublin und Kew.
Die Gattung Bowkeria wurde früher der Tribus Bowkerieae der Familie der Braunwurzgewächse (Scrophulariaceae) zugeordnet, die Gattung Bowkeria wird aber nach APG IV in der Familie Stilbaceae geführt.
Die Arten der Gattung Bowkeria kommen in Lesotho, Eswatini und Südafrika vor.
Es gibt etwa drei Bowkeria-Arten:
- Bowkeria citrina Thode: Dieser seltene Habitatspezialist kommt in Südafrika nur im südlichen Mpumalanga sowie nördlichen KwaZulu-Natal zwischen Groenvlei, Wakkerstroom und Luneburg vor. Sie gedeiht auf Grasland an Waldrändern und Felswänden an kühlen Hängen in Höhenlagen von 1400 bis 1800 Metern.[4]
- Bowkeria cymosa MacOwan (Syn.: Bowkeria calceolarioides Diels): Sie kommt von Eswatini bis zu den südafrikanischen Provinzen Mpumalanga sowie Limpopo.[4]
- Bowkeria verticillata (Eckl. & Zeyh.) Schinz (Syn.: Bowkeria gerrardiana Harv. ex Hiern, Bowkeria natalensis Schinz, Bowkeria simpliciflora MacOwan, Bowkeria triphylla Harv., Bowkeria triphylla var. pubescens Kuntze, Bowkeria triphylla var. subglabra Kuntze, Bowkeria velutina Harv. ex Hiern): Im östlichen Südafrika ist sie relativ weitverbreitet. Sie gedeiht vom nördlichen KwaZulu-Natal bis Freistaat über die Drakensberge und seiner Vorgebirge Lesothos und KwaZulu-Natals bis zu den hohen Gebirgen des inneren Ostkap. Sie gilt als LC = „Least Concern“ = „nicht gefährdet“.[4]

## Nutzung
Bowkeria-Arten werden als Zierpflanzen verwendet.